# Saltasauridae
Los saltasáuridos (Saltasauridae, "como los lagartos de Salta") es una clado de dinosaurios saurópodos característica del Cretácico superior (hace aproximadamente 84 y 65 millones de años, en el Campaniense y el Maastrichtiense) con ejemplares conocidos en Asia, Europa, Norteamérica y Sudamérica.

## Descripción
Los saltásauridos son los más derivados de los titanosaurianos, por lo general de pequeño tamaño y con presencia de armadura.

## Sistemática
Se define como el clado más inclusivo que contiene a Opisthocoelicaudia skarzynskii (Borsuk-Bialynicka, 1977) y a Saltasaurus Loricatus (Bonaparte y Powell, 1980).
Son opistocoelicaudia, saltasaurio, su más reciente ancestro y todos sus descendientes.

### Taxonomía
- Familia Saltasauridae
  - Bonatitan
  - Igai [1]
  - Lirainosaurus
  - Maxakalisaurus
  - Pellegrinisaurus
  - Sonidosaurus
  - Zhuchengtitan
  - Subfamilia Nemegtosaurinae
    - Antarctosaurus
    - Magyarosaurus
    - Nemegtosaurus
    - Quaesitosaurus
    - Rapetosaurus
    - Trigonosaurus

  - Subfamilia Opisthocoelicaudiinae
    - Alamosaurus
    - Borealosaurus?
    - Huabeisaurus?
    - Isisaurus
    - Opisthocoelicaudia

  - Subfamilia Saltasaurinae
    - Neuquensaurus
    - Saltasaurus
    - Rocasaurus
    - Yamanasaurus
    - Tribu Aeolosaurini
      - Adamantisaurus
      - Aeolosaurus
      - Gondwanatitan
      - Overosaurus
      - Rinconsaurus
      - Panamericansaurus

### Nemegtosaurinae
Originalmente descritos como diplodócidos, junto con los dicreosáuridos, estos saurópodos son saltasáuridos, posiblemente muy derivados. Se define como todos los saltasáuridos más cercanos a Nemegtosaurus mongoliensis (Nowinski, 1971) que a Saltasaurus loricatus (Bonaparte y Powell, 1980).

### Opisthocoelicaudiinae
Se caracterizan por poseer espinas neurales bífidas en el cuello y parte anterior del dorso, simples en parte posterior de este, dientes como lápices, escápulas con una reducida expansión distal y largo ilion. Se define como todos los saltasáuridos más cercanos a Opisthocoelicaudia skarzynskii (Borsuk-Bialynicka, 1977) que a Saltasaurus loricatus (Bonaparte y Powell, 1980).

### Saltasaurinae
Son considerados los más derivados de los saurópodos, de pequeño tamaño relativo, alrededor de los 12,00 metros de largo y con armadura. Se define como todos los saltasáuridos más cercanos a Saltasaurus loricatus (Bonaparte y Powell, 1980) que a Opisthocoelicaudia skarzynskii (Borsuk-Bialynicka, 1977).

#### Aeolosaurini
Clado vástago creado por Costa Franco Rosas et al. en 2004 para incluir al Aeolosaurus y Gondwanatitan, a partir de material escaso y poco descrito. Se define como Aeolosaurus negrinus (Powell, 1987), Gondwanatitan faustoi (Kellner & de Azevedo, 1999) pero no a Saltasaurus loricatus (Bonaparte y Powell, 1980) y Opisthocoelicaudia skarzynskii (Borsuk-Bialynicka, 1977). Panamericansaurus se ha adscrito a esta tribu.